# Andrzejki-Tyszki
Andrzejki-Tyszki (dopełniacz: Andrzejków-Tyszek, przymiotnik: andrzejkowsko-tyszecki, zwane czasem skrótowo Andrzejki) – wieś sołecka w Polsce, położona w województwie mazowieckim, w powiecie ostrołęckim, w gminie Czerwin.
Dawniej Tyszki-Andrzejki.
Andrzejki-Tyszki są niewielką wsią, o charakterze ulicówki, złożoną z kilkudziesięciu domów, zamieszkaną przez ok. 120 osób. Miejscowość jest położona przy bocznej drodze odchodzącej od drogi wojewódzkiej nr 677, łączącej Łomżę i Ostrów Mazowiecką.
We wsi znajduje się przystanek PKS. Okolicę osady stanowią głównie pola uprawne. Tuż przy osadzie znajduje się niewielki lasek. Na północ od Andrzejków, w odległości kilkuset metrów od osady, płynie rzeka Ruż, będąca lewym dopływem Narwi.
Pod względem organizacji kościelnej Andrzejki-Tyszki należą do parafii pw. św. Jana Chrzciciela w Piskach.

## Historia
Najstarsza wzmianka o miejscowości pochodzi z 1426 r. Obszar dzisiejszej wsi został wówczas nadany przez księcia mazowieckiego Janusza I rycerzowi Andrzejowi Tyszce h. Trzaska, który założył tutaj osadę, nazwaną od jego imienia. Osada przez długi okres była wsią szlachecką, w której dziedzicami byli potomkowie założyciela.
Dwuczłonowa nazwa miejscowości zachowała się do dziś, gdyż odróżnia osadę od położonych w pobliżu innych osad założonych przez ród Tyszków h. Trzaska, powstałych z nadania władców Mazowsza, są to : Tyszki-Gostery, Tyszki-Ciągaczki, Tyszki-Nadbory, Tyszki-Pomian (obecnie Pomian) i Tyszki-Piotrowo (obecnie Piotrowo). Wieś szlachecka Tyszki-Andrzejki położona była w drugiej połowie XVI wieku w powiecie łomżyńskim ziemi łomżyńskiej. 
W latach 1921–1939 wieś leżała w województwie białostockim, w powiecie łomżyńskim, w gminie Piski.
Według Powszechnego Spisu Ludności z 1921 roku wieś zamieszkiwało 181 osób, 173 było wyznania rzymskokatolickiego, 3 prawosławnego a 5 mojżeszowego. Jednocześnie 178 mieszkańców zadeklarowało polską przynależność narodową a 3 rosyjską. Było tu 27 budynków mieszkalnych. Miejscowość należała do parafii rzymskokatolickiej w Piskach. Podlegała pod Sąd Grodzki w Ostrołęce i Okręgowy w Łomży; właściwy urząd pocztowy mieścił się w Piskach.
W wyniku napaści ZSRR na Polskę we wrześniu 1939 miejscowość znalazła się pod okupacją sowiecką, a od czerwca 1941 roku pod okupacją niemiecką. Od 22 lipca 1941 do 1945 włączona w skład Landkreis Lomscha, Bezirk Bialystok III Rzeszy. W latach 1975–1998 miejscowość administracyjnie należała do województwa łomżyńskiego.
Do około 1940 r. na południe od wsi znajdował się cmentarz katolicki, gdzie chowano zmarłych nie tylko z Andrzejków, ale też z Tyszek-Piotrowa, Koskowa i Lubotynia-Morgów. Został on częściowo przeniesiony do miejscowości Piski. Obecnie po cmentarzu nie ma śladu, a miejsce gdzie się znajdował jest nazywane przez mieszkańców „Pogorzelą”.
W czasie II wojny światowej w pobliżu wsi znajdowało się niemieckie lotnisko polowe o długości 1400 metrów, które odgrywało rolę strategiczną podczas powstania warszawskiego.
23 czerwca 1944 w kompleksie leśnym Czerwony Bór, który znajduje się 5 km na wschód od wsi, miała miejsce bitwa okołu 250 żołnierzy Armii Krajowej, Narodowych Sił Zbrojnych i lokalnych mieszkańców z 5 tys. żołnierzami III Rzeszy. Walka zbrojna zakończyła się przegraną sił polskich.
Podczas okupacji niemieckiej jeden z mieszkańców miejscowości został zabity, podczas ukrywania się na pobliskim polu przez niemieckiego snajpera, ukrywającego się na sąsiadującym z polem drzewie. Miejsce zostało upamiętnione przez rodzinę zmarłego niewielkim pomnikiem.
W latach 50. i 60. XX w. na terenie wsi znajdowały się 2, zniszczone podczas II wojny światowej, niemieckie czołgi.

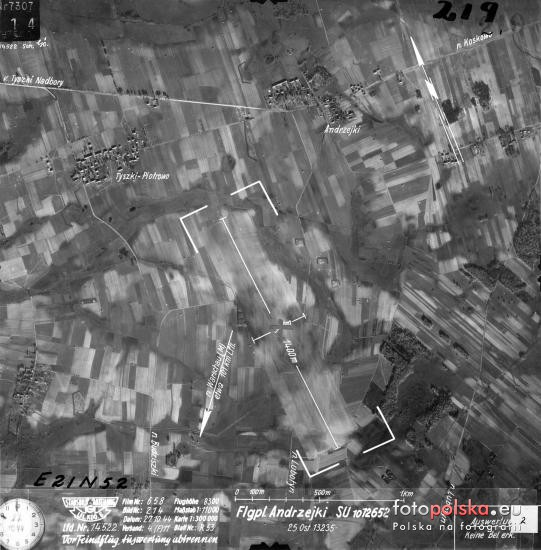
Zdjęcie lotniska z 1944 roku z niemieckimi podpisami miejscowości